# Museumsbus

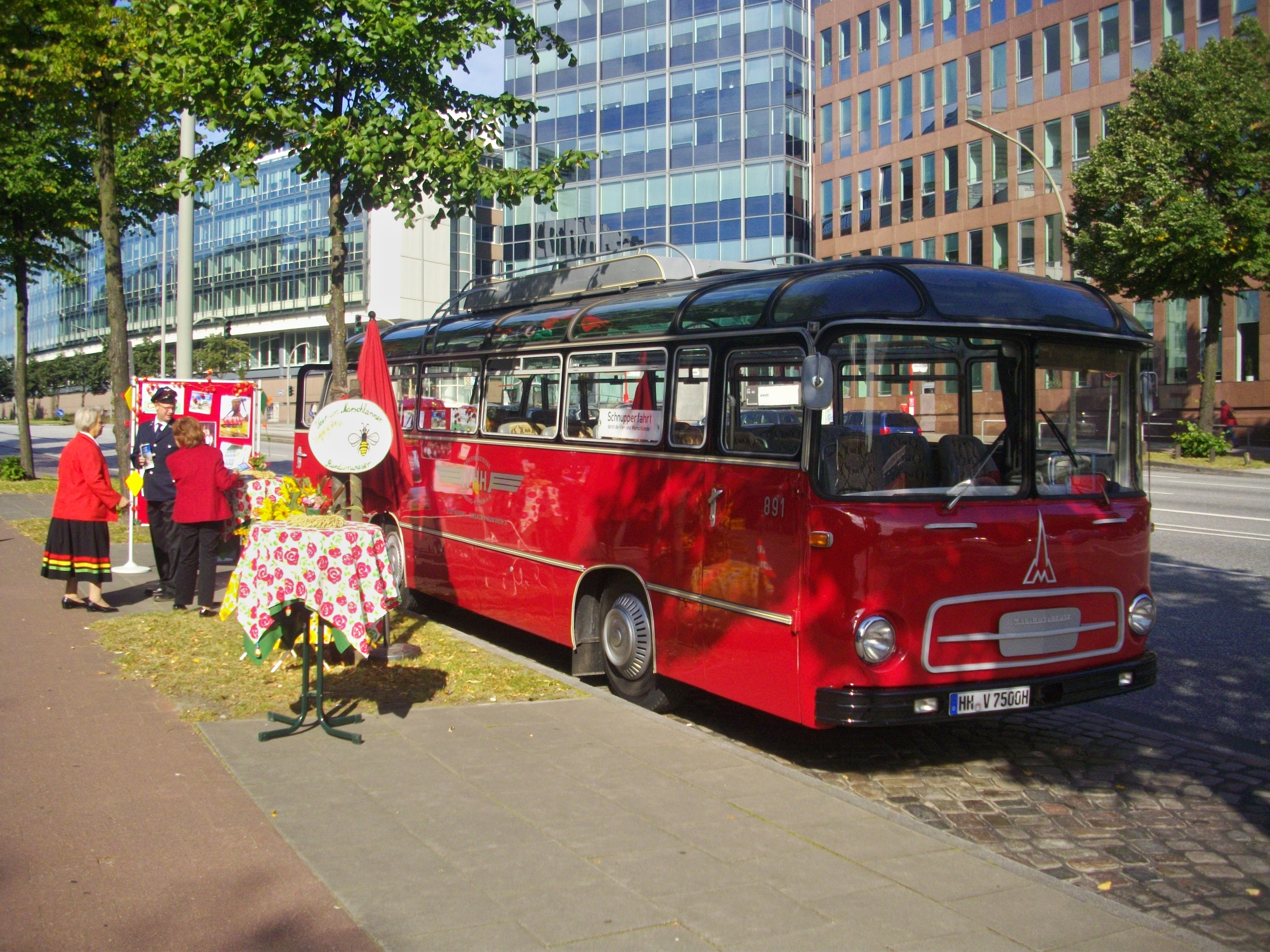
Museumsbus der Verkehrsbetriebe Hamburg-Holstein vom Typ Magirus-Deutz Saturn II, Baujahr 1962

Bei einem Museumsbus handelt es sich analog zur Museumsbahn um ausgemusterte Linienbusse, die zu Stadtrundfahrten eingesetzt werden.

## Fahrzeuge
Oft verwendet werden Fahrzeuge der Serien MAN SL 200, MAN SL 202 und Mercedes-Benz O 305. Ausgeprägt ist die Museumsbustradition im niedersächsischen Oldenburg (Oldb.), wo im Pekol-Museum historische Omnibusse besichtigt werden konnten. Eine Variante des Museumsbusses ist der sog. Traditionsbus. So besteht in Berlin die Möglichkeit, auf einer speziellen Nostalgielinie mit ausgemusterten Doppeldeckerbussen, aber auch mit Mercedes O 305-Bussen zu fahren.

## Andere Bedeutung

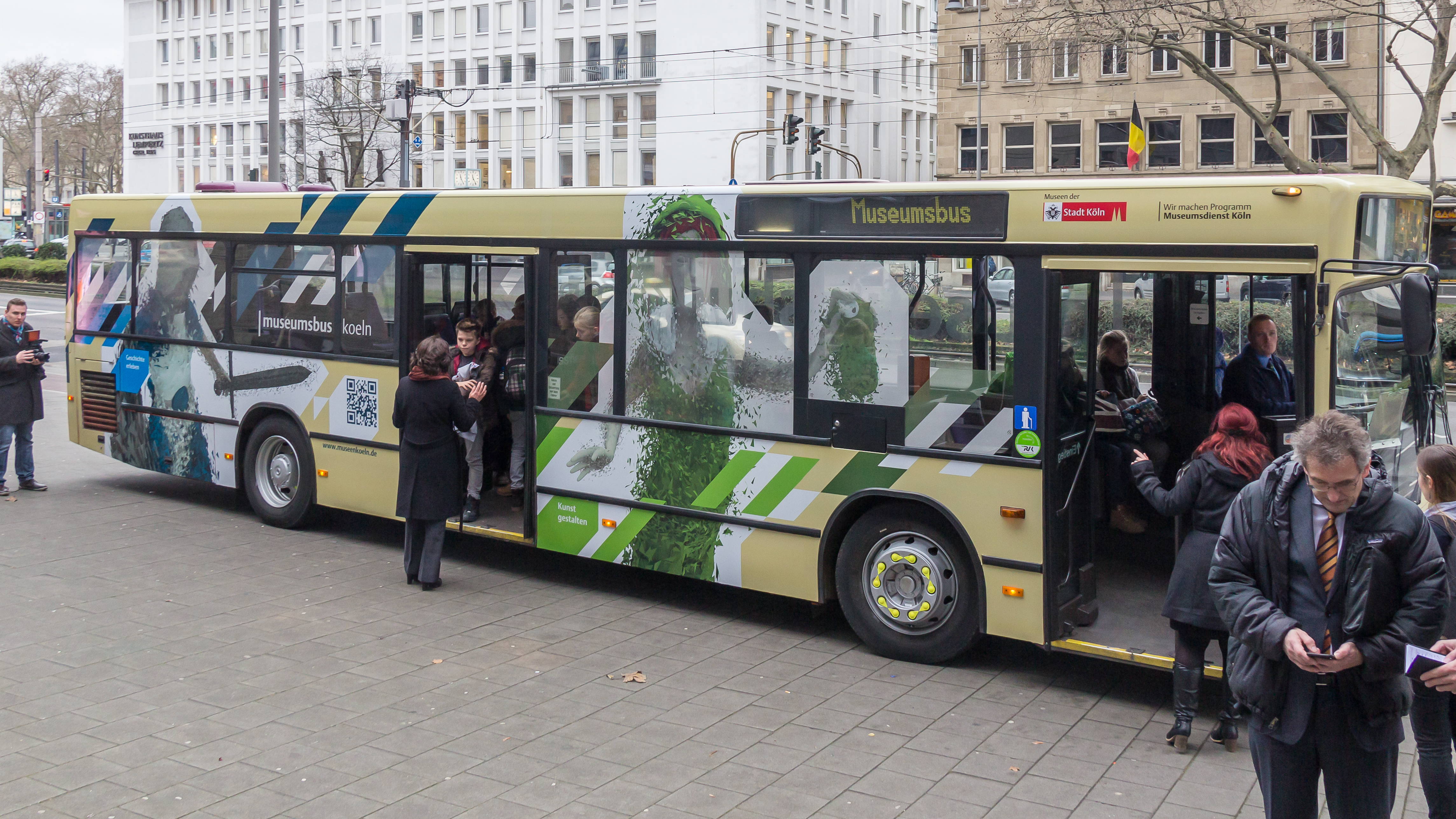
Der „museumsbus koeln“ vor dem Rautenstrauch-Joest-Museum, Köln

In Köln bringt seit Januar 2015 ein Museumsbus (Eigenname „museumsbus koeln“) Schulklassen aus Köln und den angrenzenden Kreisen zu den städtischen Museen und dem Käthe-Kollwitz-Museum. Dort werden die Schulklassen in den Museen von Museumspädagogen unterrichtet. Von 2008 bis 2013 brachte der Vorgänger „Wallraf der Museumsbus“ Kölner Schulklassen in das Wallraf-Richartz-Museum.
Als Museumsbus werden auch Busse bezeichnet, die Bildungseinrichtungen anfahren, um in Workshops und Kursen Inhalte eines bestimmten Museums nahezubringen. Pädagogisch geschulte Mitarbeiter bereiten je nach Klientel didaktisch Unterrichtseinheiten auf und nutzen die im Bus enthaltenen Exponate und Materialien.